# Idionycteris phyllotis
Idionycteris phyllotis es una especie de murciélago de la familia Vespertilionidae. Es la única especie del género Idionycteris.

## Distribución geográfica
Se encuentra en México y Estados Unidos.